# Forêts pluviales des basses terres du Vogelkop et des îles Aru
Localisation
Les  forêts pluviales des basses terres du Vogelkop et des îles Aru forment une écorégion définie par le fonds mondial pour la Nature (WWF). Elle couvre une part importante de l'extrémité occidentale de l'île de Nouvelle-Guinée (péninsules de Doberai et Bomberai, et les îles Aru). Elle appartient à l'écozone australasienne et au biome des forêts décidues humides tropicales et subtropicales. 